# گانیمد
گانیمِد (به انگلیسی: Ganymede) (ˈgænɨmi:d GAN-ə-meed, یا به یونانی Γανυμήδης)یکی از قمرهای مشتری و بزرگ‌ترین قمر در سامانه خورشیدی است. دورهٔ چرخش آن هفت روز است، از لحاظ نزدیکی هفتمین قمر مشتری و سومین قمر گالیله‌ای می‌باشد. گانیمد بر روی مدار دو قمر دیگر مشتری یعنی آیو و اروپا تأثیر می‌گذارد. از لحاظ قطر بزرگتر از سیاره عطارد است و کمتر از نصف آن جرم دارد. گانیمد نهمین جسم در سامانه خورشیدی بر پایهٔ حجم می‌باشد و تنها قمر دارای میدان مغناطیسی است که فاقد اتمسفر نیز می‌باشد.
گانیمد از پلوتون و عطارد بزرگ‌تر است.

## سطح گانیمد
سطح گانیمد با نواحی تاریک و شبه‌دریا، دارای دو نوع ناحیهٔ اساسی خاکی است، دهانه‌دار و شیاردار. دهانه‌های گانیمد در مقایسه با موارد مشابه روی ماه و عطارد، به نسبت اندازه‌شان کم‌عمق هستند و به جای قله، دارای حفره‌های مرکزی هستند. بسیاری از دهانه‌های روی گانیمد دارای پرتوهای بسیار روشن هستند که شکل‌گیری‌شان را توسط برخوردهایی روی یک سطح یخ‌زده تأیید می‌کند. ناحیهٔ شیاردار خاکی، ناحیهٔ خاکی دهانه‌دار را به قسمت‌های چند ضلعی مانند تجزیه می‌کند.
کوه‌های بزرگ یا بستر رود در گانیمد وجود ندارد، در هیچ محلی مقدار برجستگی از حدود یک کیلومتر تجاوز نمی‌کند. در برخی نواحی زمین‌های کوچک، فقط مقدار کمی دیواره در اطراف دهانه مشاهده می‌شود که نشان‌دهندهٔ این‌ست که پوستهٔ گانیمد تغییرپذیر می‌باشد.

## نگارخانه

ماه‌های گالیله‌ای هنگام گردش دور سیارهٔ مشتری       مشتری •        آیو •        اروپا •        گانیمد •        کالیستو
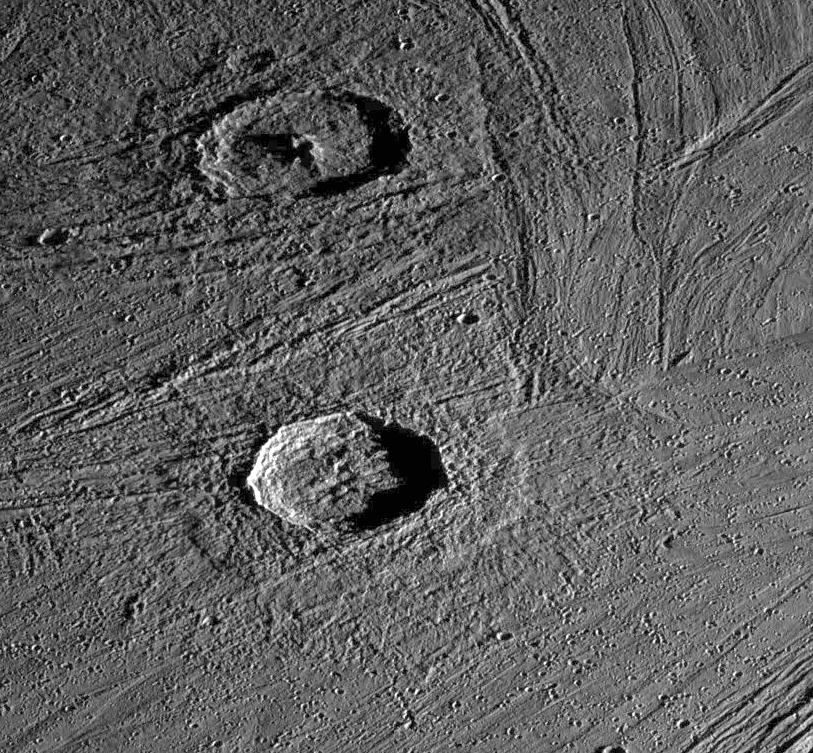
حفره‌هایی بر روی سطح گانیمد